# Nuclear Blast
Nuclear Blast ist ein deutsches Musiklabel mit Sitz in Göppingen, Baden-Württemberg. Es wurde 1987 von Markus Staiger gegründet. Der weltweite Vertrieb des Labels findet über Warner Bros. Music statt.
Der Fokus des Labels liegt auf dem Bereich Heavy Metal, wobei vom Modern- über Power-, Thrash- und Death Metal bis zum Black Metal sämtliche Metal-Subgenres behandelt werden. Mit 90 Mitarbeitern am Standort Göppingen, weiteren zehn Mitarbeitern in den USA, einem Leiter des Südamerika-Büros in Brasilien und über 100 Bands unter Vertrag hat Nuclear Blast den Status des Weltmarktführers im Independent-Heavy-Metal-Bereich inne.

## Allgemein
Aktuell stehen bei Nuclear Blast rund 120 Bands unter Vertrag. Zu den derzeit erfolgreichsten Verpflichtungen zählen Accept, Anthrax,  Belphegor, Blind Guardian, Dimmu Borgir, Doro, Edguy, Epica, Gotthard, Korpiklaani, Kreator, Meshuggah, Michael Schenker Group/MSG, Nightwish, Sabaton, Slayer, Sonata Arctica und Testament. Das Label verfügt zusätzlich über einen Mailorder-Versand und unter dem Namen Prophecies Publishing über einen eigenen Verlag, betreibt einen dem Firmengebäude in Donzdorf angegliederten Shop sowie adaptierte Shops in einigen deutschen Großstädten, und veröffentlicht quartalsweise das Musikmagazin Blast! mit einer Auflage von 200.000 Stück.
Mitte 2015 gründeten Markus Staiger und Tobbe Falarz das Tochterlabel Arising Empire, welches sich auf Metalcore, Punk und Rock spezialisiert hat. Den Vertrieb übernimmt Warner Music. Zu den ersten vier Gruppen, die unter Vertrag genommen wurden, gehören Imminence und GWLT. Darüber hinaus hat das von Staiger mitgegründete Sublabel SharpTone Records u. a. Miss May I, We Came as Romans und Attila unter Vertrag. Für den Vertrieb in Griechenland und Zypern besteht eine exklusive Vertriebsvereinbarung mit Infinity Entertainment.

## Unternehmensgeschichte

Ehemaliges Logo

### Die Gründungsjahre (1987–1989)
Der gebürtige Donzdorfer Markus Staiger – nicht zu verwechseln mit Marcus Staiger, einem ehemaligen Labelbetreiber für Berliner Rap – entwickelte in Jugendjahren eine Vorliebe für Punk und Hardcore, die ihn zur Gründung eines Fanzines mit dem Titel Graffiti bewegte. Darauf aufbauend folgte der Betrieb eines kleinen Mailorders; in Anlehnung an die Lage des Firmensitzes im eigenen Garten zuerst Misthaufen Distribution, später Core genannt.
Nachdem Staiger im Jahr 1987 von einer USA-Reise, die er zur Vertiefung seiner Kenntnisse über die von ihm bevorzugte Musikszene angetreten hatte, zurückgekehrt war, fasste er den Entschluss, zusätzlich zum Mailorder ein Label ins Leben zu rufen, welches er, als Hommage an seine damalige Lieblingsband Blast, Nuclear Blast taufte. Im selben Jahr wurden mit dem US-Sampler Senseless Death, dem Condemned?-Album Humanoid or Biomechanoid und dem Impulse-Manslaughter-Debüt Who Laughs Last… Laughs Alone die ersten drei Alben herausgebracht. Ihnen folgten weitere Punk- und Hardcore-Veröffentlichungen, bis Ende der 80er mit der Grindcore-Band Righteous Pigs erstmals Genre-Neuland betreten wurde.

### Durchbruch und der Weg nach oben (1990–1999)
Zu Beginn des neuen Jahrzehnts brachten die Veröffentlichungen der Alben von Atrocity, Master und Incubus vielfache Erwähnung in der Presse ein und führten Nuclear Blast zu internationaler Bekanntheit. Im Zuge des wachsenden Interesses an Death Metal wurde der Bandkatalog um Gruppen wie Pungent Stench, Disharmonic Orchestra und Benediction erweitert. Auch der Mailorder-Bereich florierte, sodass Staiger Anfang der 90er Jahre zwei Festangestellte und einige Aushilfen beschäftigen konnte, obgleich sich die Firmenräume noch immer im Obergeschoss des Elternhauses befanden und die Geschäfte bis dato wenig Geld einbrachten. Der Durchbruch wurde in den Jahren 1993 und 1994 mithilfe der Signings von Hypocrisy, Dismember, Kataklysm, Therion und Amorphis erzielt. Infolge des großen Anklangs, den diese Bands in der Metal-Szene fanden, wuchs die Beschäftigtenzahl auf 15 Mitarbeiter; die Gründung einer Zweigstelle in den USA unter dem Namen Nuclear Blast America wurde möglich.
1995 wurde die erste Nuclear-Blast-Festival-Tour mit Amorphis, Benediction, Dismember, Hypocrisy und Meshuggah gestartet. Im selben Jahr gelang Gorefest als erster Nuclear-Blast-Band mit Erase der Einstieg in die deutschen Album-Charts (Platz 82). Übertroffen wurde dieser Erfolg 1997 von fünf deutschen Chartplatzierungen in Folge, erzielt durch Therion, Dimmu Borgir, Crematory, In Flames und Hammerfall. Letztgenannte stiegen mit dem Album Glory to the Brave auf Platz 38 ein, das für lange Zeit den Status des bestverkauften Nuclear-Blast-Debüts innehatte. Ende des Jahres war die Mitarbeiterzahl auf 20 gestiegen und der hundertseitige Mailorder-Katalog wurde quartalsweise in 50 Länder verschickt. 1998 erzielte Legacy of Kings, das zweite Album von Hammerfall, mit Platz 15 in den deutschen Charts den vorläufig höchsten Charteinstieg der Firmengeschichte. Das weltweit errichtete Vertriebsnetz wurde durch die neuen technischen Möglichkeiten des Internets unterstützt: eine Website mit Informationen zu Bands des Labels und einen Online-Shop. Das Jahr 1999 brachte 14 Charteinstiege, weitere Aufstockungen des Personals und einen damit einhergehenden Umzug innerhalb Donzdorfs in ein größeres Bürogebäude – inklusive eines angegliederten Shops – mit sich.

### Erstes Gold (2000–2009)
Die erste große Auszeichnung für eine Band des Labels wurde Anfang 2000 erzielt. Infinite von Stratovarius erhielt in Finnland Gold. 2002 erreichten Manowar mit Warriors of the World Platz 15 der Single-Charts, sowie Platz zwei mit dem dazugehörigen Album Warriors of the World, welches sich 25 Wochen lang in den deutschen Albencharts halten konnte und kurze Zeit später ebenfalls mit Gold ausgezeichnet wurde. Als weiterer Schritt zur Festigung der globalen Präsenz eröffnete Ende desselben Jahres das Südamerika-Büro Nuclear Blasts im brasilianischen São Paulo.
2004 unterschrieben Nightwish einen Vertrag mit Nuclear Blast. Das in der Folge erschienene Album Once eroberte Platz eins der Media-Control-Charts und wurde mit Platin für über 250.000 verkaufte Exemplare in Deutschland und Finnland ausgezeichnet. Zum 20-jährigen Firmenjubiläum im Jahr 2007 konnten Sonata Arctica mit ihrem Album Reckoning Night Goldstatus in Finnland erreichen, und die Schweizer Hard-Rock-Band Gotthard erhielt über die Sendung SWR 3 Kopfhörer Airplay im kommerziellen Radiobereich.
Zur Feier des runden Label-Geburtstags fand in der Stuttgarter Hanns-Martin-Schleyer-Halle das 20 Jahre Nuclear Blast-Festival statt, in dessen Verlauf Blind Guardian, Dimmu Borgir, Edguy, Kataklysm und Subway to Sally auftraten. Anfang 2008 wurden Nightwish als beste internationale Band im Bereich Rock/Pop für den deutschen Echo nominiert, den sie einige Monate später gewannen; überdies wurde ihnen ein Auftritt bei der Verleihungsshow ermöglicht. Subway to Sally entschieden mit Auf Kiel zeitgleich den von Stefan Raab ins Leben gerufenen Bundesvision Song Contest für sich, bei welchem Rage im Folgejahr den dritten Platz belegten. Auf der Frankfurter Musikmesse 2008 war das Unternehmen erstmals in seiner Geschichte mit einem eigenen Stand vertreten. Subway to Sally erhielten Mitte April eine Goldauszeichnung für ihre über 20.000 Mal verkaufte DVD Nackt und Gotthard steuerten mit der Wiederveröffentlichung ihres Songs Lift U Up den offiziellen Fansong des Gastgeber- und ihres Heimatlandes, der Schweiz, zur Fußball-Europameisterschaft 2008 bei.
In Flames wurden 2009 in ihrem Heimatland Schweden sowohl mit dem P3-Award als bester Rock/Metal-Act als auch mit dem Swedish Metal Award als bester Death-Metal-Act und für das beste Video ausgezeichnet; ihre Landsleute von Hammerfall erreichten mit No Sacrifice, No Victory drei Wochen nach Veröffentlichung Goldstatus. Im Laufe des Jahres wurden zahlreiche weitere Bands unter Vertrag genommen, darunter Accept, Overkill, Symphony X, Rhapsody of Fire, Unleashed, Immolation, Sabaton, Hardcore Superstar, Suffocation, Vader, und The 69 Eyes. Des Weiteren eröffnete unter dem Namen Anstalt Records ein Sublabel, über welches Alben von Pitbull Terrorist und Milking the Goatmachine veröffentlicht wurden.

### Weitere Erfolge (2010 bis 2017)
Das neue Werk der italienischen Symphonic-Metal-Band Rhapsody of Fire stieg in zwölf Ländern in die Verkaufscharts ein, und das Album A Way Away der finnischen Band Indica hielt sich über zwei Monate lang in den deutschen Charts. Auf dem Summer-Breeze-Festival fand 2010 erstmals eine Nuclear-Blast-Label-Nacht statt, in der unter anderem Rage, Equilibrium, Unleashed und Suffocation spielten. Die Veröffentlichungen und Erfolge im Sommer und Herbst wurden am 5. Oktober vom Unfalltod des Gotthard-Frontmanns Steve Lee überschattet. Ende des Jahres wurden die Thrash-Metal-Bands Destruction sowie Flotsam and Jetsam erneut unter Vertrag genommen. Außerdem kehrte die Band Condemned?, deren Album Humanoid or Biomechanoid im Jahr 1987 als zweite Veröffentlichung Nuclear Blasts erschienen war, zum Label zurück. Biohazard, Decapitated, Forbidden, Graveyard, Hell, Municipal Waste und Sepultura konnten als neue Bands dazugewonnen werden.
In der ersten Jahreshälfte zeichnete sich zudem durch die Untervertragnahme der Bands Tasters, We Came as Romans und Texas in July ab, dass das Label in Zukunft anstreben würde, den Bereich des Modern Metal speziell durch die Unterstützung junger Bands abzudecken. 2012 beging Nuclear Blast das 25-jährige Firmenjubiläum und konnte zu Beginn des Jahres Goldauszeichnungen für das Nightwish-Werk Imaginaerum in Deutschland, der Schweiz sowie der Slowakei feiern.

### Übernahme durch Believe Digital (seit 2018)
Im Oktober 2018 wurde die Mehrheitsbeteiligung an der Nuclear Blast GmbH vom französischen Unternehmen Believe Digital erworben. Die Übernahme führte zur Spaltung des Labels, da die neuen Besitzer auf digitalen Vertrieb der Musik setzen und den Verkauf von physischen Tonträgern erheblich einschränken wollten. Markus Staiger gründete daraufhin das Label Nuclear Blast Tonträger Produktion- und Vertriebs GmbH, das sich im Oktober 2021 in Atomic Fire umbenannte und zahlreiche namhafte Bands von Nuclear Blast wie Helloween, Amorphis oder Opeth für sich gewinnen konnte.
Das Sublabel Arising Empire wurde am 22. Juni 2020 an Kontor New Media, eine Tochtergesellschaft der Edel Music AG, verkauft.
Im Dezember 2022 übernahm die Vayathopa Media GmbH die vollständigen Geschäftsanteile an Atomic Fire und hat diese im Januar 2024 in die Reigning Phoenix Music integriert.

## Bands und Künstler

### Aktuelle Bands und Künstler
- Aenimus
- Alcest
- All Shall Perish
- Almanac
- Amaranthe
- Anthems
- Anthrax
- Die Apokalyptischen Reiter
- Arrival of Autumn
- As I Lay Dying
- Auri
- Aversions Crown
- Battle Beast
- Beast in Black
- Behemoth
- Belphegor
- Benediction
- Beyond the Black
- Biohazard
- Bleed from Within
- Bleeding Gods
- Blind Guardian
- Blood Eagle
- Blues Pills
- Brujeria
- Cadaver
- Phil Campbell and the Bastard Sons
- Carcass
- Carnifex
- Cellar Darling
- Comeback Kid
- Corrosion of Conformity
- Cyhra
- Death Angel
- Deathstars
- Decapitated
- Demonaz
- Despised Icon
- Devilment
- Dimmu Borgir
- Discharge
- The Doomsday Kingdom
- Doro
- Downset.
- Earthless
- Edguy
- Eluveitie
- Enforcer
- Enslaved
- Epica
- Equilibrium
- Exhorder
- Exodus
- The Exploited
- Fallujah
- Fear Factory
- Fifth Angel
- Fit for an Autopsy
- Fleshgod Apocalypse
- Follow the Cipher
- Forever Still
- Gentlemans Pistols
- Ghost Bath
- Gotthard
- Grand Magus
- Graveyard
- Green Lung
- The Halo Effect
- Hammerfall
- Hatebreed
- Heathen
- Hell
- The Hellacopters
- Marko Hietala
- Wolf Hoffmann
- Tuomas Holopainen
- Hypocrisy
- Immolation
- Immortal
- In Flames
- Insidious Disease
- Irist
- Jack Slamer
- Kataklysm
- Khemmis
- Killer Be Killed
- Korpiklaani
- Kreator
- Lamb of God
- Lancer
- Letters from the Colony
- Light the Torch
- Lingua Mortis Orchestra
- Marilyn Manson
- Macabre
- Machine Head
- Madball
- Majestica
- Mayan
- Melechesh
- Metal Allegiance
- Metal Church
- Ministry
- Municipal Waste
- My Dying Bride
- Nailed to Obscurity
- Nails
- Nightwish
- Northtale
- Northward
- Obscura
- Oceans
- Oranssi Pazuzu
- Orchid
- Overkill
- Pain
- Pallbearer
- Pänzer
- Paradise Lost
- Pelander
- Possessed
- Pristine
- Luca Turilli’s Rhapsody
- Riot V
- Royal Republic
- Sabaton
- Scar Symmetry
- Sepultura
- Septicflesh
- Soilwork
- Soulfly
- Suffocation
- Suicide Silence
- Surgical Meth Machine
- Sylosis
- Symphony X
- Tarot
- Tax the Heat
- Terror
- Testament
- Therion
- Threshold
- Thy Art Is Murder
- Turmion Kätilöt
- Twilight Force
- Une Misère
- Vader
- Venom Inc.
- Walkways
- Watain
- Wednesday 13
- White Stones
- Wintersun
- Witchcraft
- Rob Zombie

### Ehemalige Bands und Künstler (Auswahl)
- Abomination
- Accept
- After Forever
- Agathodaimon
- Agnostic Front
- All Ends
- Amorphis
- Annotations of an Autopsy
- Anti-Mortem
- Arsis
- Ashes of Ares
- Atrocity
- Augury
- Avantasia
- Avatarium
- Before the Dawn
- Blackguard
- Black Star Riders
- Bleed the Sky
- Brutality
- Bullet
- Burning Witches
- Bury Tomorrow
- Callejon
- Candlemass
- Cathedral
- Children of Bodom
- Chimaira
- Chrome Division
- Cipher System
- Clawfinger
- Communic
- Condemned?
- Cradle of Filth
- Crematory
- The Crinn
- Crobot
- Darkane
- Dark Sermon
- Decrepit Birth
- Defecation
- The Defiled
- Demonoid
- The Destiny Program
- Destruction
- Dew-Scented
- Diablo Blvd
- Disbelief
- Disharmonic Orchestra
- Dismember
- Dissection
- The Duskfall
- Ektomorf
- End of Green
- Evidence One
- Ex Deo
- Farmer Boys
- Filter
- Final Breath
- Fireball Ministry
- Flotsam and Jetsam
- Forbidden
- For Today
- Free Fall
- Generation Kill
- Godgory
- Golem
- Gorefest
- Gorgoroth
- Grave Digger
- Graveworm
- Hackneyed
- Hardcore Superstar
- Helloween
- Helltrain
- Holy Grail
- Illuminate
- Imperanon
- Indica
- Kadavar
- Keep of Kalessin
- Knorkator
- The Kovenant
- Like Moths to Flames
- Liquido
- Lock Up
- Lost Society
- Madrigal
- Manowar
- Mantar
- Master
- Memoriam
- Meshuggah
- Michael Schenker Group/MSG
- Misery Index
- Mnemic
- M.O.D.
- Mortification
- Mustasch
- My Early Mustang
- Narnia
- The Night Flight Orchestra
- Nile
- No Return
- Omnium Gatherum
- One Man Army and the Undead Quartet
- Opeth
- Origin
- Orphanage
- Primal Fear
- Prime Sth
- Pro-Pain
- Pungent Stench
- Pyogenesis
- Psycroptic
- Rage
- Raise Hell
- Raunchy
- Re:Aktor
- Resurrection
- ReVamp
- Rhapsody of Fire
- Ride the Sky
- Righteous Pigs
- Rings of Saturn
- Rise of the Northstar
- Rostok Vampires
- Sacred Denial
- Samael
- Scorpion Child
- Secret Sphere
- Seven
- Sinister
- Sinner
- Sirenia
- The 69 Eyes
- Skyclad
- Slapdash
- Slaughter
- Slayer
- S.O.D.
- Sonata Arctica
- Sonic Syndicate
- Stahlhammer
- Steel Prophet
- Stormwitch
- Stratovarius
- Strigoi
- Subway to Sally
- Such a Surge
- Suicidal Angels
- Suicidal Tendencies
- Susperia
- Swashbuckle
- Tankard
- Tasters
- Texas in July
- Textures
- Theatre of Tragedy
- Then Comes Silence
- Threat Signal
- Throwdown
- Thunderstone
- Tiamat
- Tidfall
- Timo Tolkki
- To/Die/For
- Unleashed
- The Vintage Caravan
- Voivod
- Warhammer
- Ricky Warwick
- We Came as Romans
- While Heaven Wept
- Winter